# Blue Wonder Power Milk
Blue Wonder Power Milk is het tweede album van de Belgische band Hooverphonic. Het werd in 1998 door Epic Records uitgegeven.

## Tracklist
1. "Battersea" (Alex Callier) – 3:50
2. "One Way Ride" (Callier) – 3:22
3. "Dictionary" (Callier) – 3:32
4. "Club Montepulciano" (Callier) – 3:41
5. "Eden" (Callier) – 3:33
6. "Lung" (Callier) – 2:44
7. "Electro Shock Faders" (Callier) – 3:07
8. "Out of Tune" (Frank Duchêne) – 3:26
9. "This Strange Effect" (Ray Davies) – 3:55
10. "Renaissance Affair" (Callier) – 3:25
11. "Tuna" (Kyoko Baertsoen, Callier) – 3:48
12. "Magenta" (Callier) – 4:51
13. "Blue Wonder Power Milk" – 3:06 (hidden track, op de Amerikaanse uitgave "Mild" genaamd[2])
14. "Neon" – 3:21 (bonusnummer met zang van Liesje Sadonius)

## Singles
Vier liedjes van het album werden uitgebracht als single:
| Jaar | Titel                 | BE: Vlaanderen | BE: Wallonië |
| ---- | --------------------- | -------------- | ------------ |
| 1998 | "Club Montepulciano"  | —              | —            |
| 1999 | "Eden"                | —              | 12           |
| 1999 | "This Strange Effect" | —              | —            |
| 1999 | "Lung" (remix)        | —              | —            |

## Meewerkende muzikanten
- Muzikanten:
  - Alex Callier (achtergrondzang, effecten, keyboards, programmatie, spraak, zang)
  - Alex Van Aeken (hoorn)
  - Ann Engels (cello)
  - Bert Embrechts (basgitaar)
  - Dave Richards (contrabas)
  - Eric Bosteels (cymbalen, drums, hihat, percussie, tamboerijn)
  - Frank Duchêne (achtergrondzang, effecten, toetsen)
  - Geike Arnaert (achtergrondzang, zang)
  - Herb Besson (trombone)
  - Joris Van den Hauwe (dirigent, hobo)
  - Liesje Sadonius (zang)
  - Mark Plati (akoestische gitaar, basgitaar, programmatie)
  - Mike Davis (trombone)
  - Raymond Geerts (gitaar)
  - Rik Vercruysse (hoorn)
  - Ronny Mosuse (basgitaar)
  - Ryoji Hata (spraak)
  - The Hooverphonic String Orchestra (strijkkwartet, strijkorkest)